# Karenia brevis
Espèce
Synonymes
- Gymnodinium breve C.C.Davis, 1948[2]
- Gymnodinium brevis Davis, 1948[2]
- Ptychodiscus brevis (C.C.Davis) Steidinger, 1979[2]

Karenia brevis est une espèce d’algues dinoflagellées de la famille des Brachidiniaceae. Présente surtout dans le Golfe du Mexique, cette espèce est connue pour ses proliférations régulières au large des côtes du Golfe du Mexique (Floride, Texas et Mexique) et pour les toxines qu'elle produit lors de ces efflorescences.

## Description
Karenia brevis est un organisme unicellulaire photosynthétique dont le diamètre varie entre 20 et 40 µm, pour une épaisseur de 10-15 µm, de forme plus ou moins carrée. Contrairement à d'autres espèces de dinoflagellés, il ne possède pas de thèque ni de péridinine. Deux flagelles sont insérés sur la cellule, lui permettant de nager activement. Karenia brevis peut se multiplier de manière asexuée ou se reproduire de manière sexuée. Dans le premier cas, il y a division binaire de la cellule. La reproduction sexuée s'effectue grâce à la production de gamètes mâle et femelle de même taille (isogamie). L'intervalle de températures optimales pour sa croissance est 22-28 °C, et elle est adaptée à des intensités lumineuses faibles. Ce dinoflagellé peut utiliser des composés azotés organiques et inorganiques comme source d'azote.

## Distribution
L'espèce se retrouve essentiellement dans le Golfe du Mexique,. Elle est également présente dans le nord et nord-est de l'Atlantique, en mer Méditerranée et mer Noire, au Japon, en Australie, en Nouvelle-Zélande et en Chine.

## Nomenclature
- Karenia brevis (C.C.Davis) Gert Hansen et Moestrup, 2000 (nom accepté)
- Gymnodinium breve C.C.Davis 1948 (basionyme)
- Ptychodiscus brevis (C.C.Davis) K.A.Steidinger 1979 (synonyme)

## Écologie
Karenia brevis a un comportement phototactique positif et chimiotactique positif. L'espèce prolifère régulièrement le long des côtes du Golfe du Mexique, particulièrement sur le plateau continental de Floride occidentale où ces évènements sont fort étudiés,. Une combinaison de plusieurs facteurs expliquant l'initiation, la maintenance et la fin des efflorescences ont été décrits, incluant des aspects hydrodynamiques (accumulation des cellules par les vents, courants marins et phénomènes d'upwelling et downwelling),, l'influence des nutriments et les capacités de migration verticale dans la colonne d'eau et de phototaxie. Lorsque les conditions sont favorables, des proliférations spectaculaires sont initiées, pouvant dépasser 1000 km² et persister plusieurs mois,.

## Toxicité
Les cellules produisent des brévétoxines, famille de toxines affectant les humains, oiseaux marins, poissons et mammifères marins en influençant les flux de sodium dans les cellules. Les toxines sont directement libérées dans l'eau, ou atteignent les côtes sous forme d'aérosols. Les humains sont également affectés par la consommation de mollusques contaminés.